# Сиково
Сиково (хорв. Sikovo) — населений пункт у Хорватії, в Задарській жупанії у складі громади Светі Филип-і-Яков.

## Населення
Населення за даними перепису 2011 року становило 374 осіб.
Динаміка чисельності населення поселення:

## Клімат
Середня річна температура становить 14,54 °C, середня максимальна – 28,60 °C, а середня мінімальна – 0,91 °C. Середня річна кількість опадів – 833 мм.
| Клімат поселення                              | Клімат поселення | Клімат поселення | Клімат поселення | Клімат поселення | Клімат поселення | Клімат поселення | Клімат поселення | Клімат поселення | Клімат поселення | Клімат поселення | Клімат поселення | Клімат поселення | Клімат поселення |
| Показник                                      | Січ.             | Лют.             | Бер.             | Квіт.            | Трав.            | Черв.            | Лип.             | Серп.            | Вер.             | Жовт.            | Лист.            | Груд.            |                  |
| Середній максимум, °C                         | 10,80            | 11,88            | 14,36            | 17,46            | 22,22            | 26,17            | 28,60            | 28,12            | 24,28            | 20,17            | 14,52            | 11,30            |                  |
| Середня температура, °C                       | 5,86             | 6,93             | 9,41             | 12,52            | 17,26            | 21,22            | 24,31            | 23,83            | 20,00            | 15,88            | 10,22            | 7,01             |                  |
| Середній мінімум, °C                          | 0,91             | 1,97             | 4,46             | 7,58             | 12,31            | 16,26            | 20,02            | 19,54            | 15,70            | 11,60            | 5,93             | 2,73             |                  |
| Норма опадів, мм                              | 71               | 61               | 65               | 70               | 62               | 53               | 30               | 47               | 90               | 98               | 99               | 87               |                  |
| Середньомісячна швидкість вітру, м/с          | 2.64             | 2.78             | 2.98             | 2.86             | 2.48             | 2.30             | 2.31             | 2.18             | 2.35             | 2.45             | 2.98             | 2.88             |                  |
| Середньомісячна сонячна радіація, кДж/м²·день | 5071             | 7807             | 11512            | 16342            | 20540            | 22896            | 24550            | 21398            | 15767            | 10000            | 5517             | 4338             |                  |
| --------------------------------------------- | ---------------- | ---------------- | ---------------- | ---------------- | ---------------- | ---------------- | ---------------- | ---------------- | ---------------- | ---------------- | ---------------- | ---------------- | ---------------- |
| Джерело:                                      |                  |                  |                  |                  |                  |                  |                  |                  |                  |                  |                  |                  |                  |